# Jacobo Martín
Jacobo Martín Gabriel (* im 20. Jahrhundert) ist ein spanischer Schauspieler.

## Leben
Jacobo Martín hat einen Bruder namens Diego, der ebenfalls Schauspieler ist. Martín hatte 2003 eine Rolle in der spanischen Sitcom Los Serrano.

## Filmografie (Auswahl)
- 1999–2000: Compañeros (Fernsehserie, 2 Episoden)
- 2001: Ciudad sur (Fernsehserie)
- 2001: Sagitario
- 2003: Hospital Central (Fernsehserie, 1 Episode)
- 2003: Los Serrano (Sitcom, 1 Episode)
- 2005: Motivos personales (Fernsehserie, 2 Episoden)